# Corpo eterico

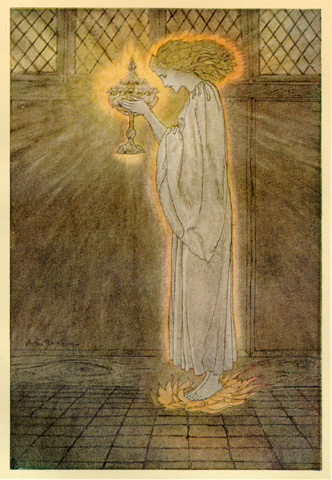
Il Santo Graal, illustrazione di Arthur Rackham, 1917. L'arte preraffaellita in questo periodo rifletteva spesso l'interesse dell'epoca per le tematiche attinenti al corpo spirituale, l'aura, il corpo di luce.

Il corpo eterico, o corpo etereo, vitale, energetico, sono nomi dati dal movimento teosofico di fine Ottocento ad un corpo sottile concepito in certe dottrine esoteriche come il primo e più basso livello nel campo energetico dell'uomo chiamato «aura», e facente parte della sua anatomia occulta.
La sua funzione sarebbe quella di organizzare e strutturare il corpo fisico, impedendone la disgregazione dovuta alle forze del disordine insite nelle sue componenti inorganiche.

## Terminologia
L'aggettivo eterico rimanda all'elemento classico conosciuto nell'antica Grecia come «etere»  (αἰϑήρ), mitologico medium sottile e incorruttibile respirato dagli Dei dell'Olimpo, e oggetto di studio della fisica platonica e aristotelica che lo annoverava oltre gli altri quattro già noti. Il concetto continuò ad essere utilizzato nelle teorie scientifiche vittoriane dell'Ottocento per spiegare la propagazione della luce, venendo assimilato a una sostanza chimica.

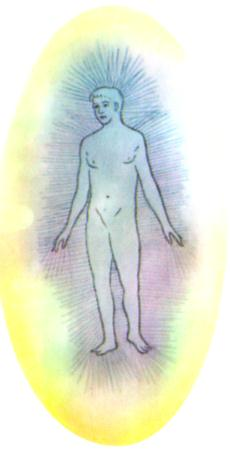
L'etere luminoso di una persona sana, raffigurata da C.W. Leadbeater ne L'uomo visibile e l'uomo invisibile (1902).

Il termine inglese etheric ricompare negli scritti teosofici di Madame Blavatsky, ma il suo uso è stato formalizzato dai suoi seguaci Charles Webster Leadbeater e Annie Besant.
Anche secondo i teosofi, il corpo eterico si forma nel momento dell'incarnazione a partire da una dimensione da essi chiamata piano eterico, superiore a quella fisica: per costoro si tratta di una materia estremamente rarefatta, analoga al concetto di «spirito», che anticamente era sinonimo di «respiro» (pneuma). Nel caso della dottrina teosofica l'etere è stato definito in riferimento al sistema metafisico dell'India, accostandolo al termine prana, appunto «respiro» o «soffio vitale», che costituirebbe uno degli involucri sottili (kosha) dello spirito umano nell'ambito del pensiero vedantico. Il prana in particolare sarebbe quel tipo di energia funzionale al nutrimento della dimensione psichica.
Altri spiritisti chiamano il corpo eterico anche perispirito, intendendolo come l'organo mediatore tra le percezioni dei sensi e la mente spirituale dell'uomo, oppure doppio eterico, essendo in fondo un duplicato del corpo fisico, il quale ne risulta modellato. Su di esso sarebbero situati i chakra.
Nella tradizione cristiana occidentale il corpo eterico potrebbe essere riferito al termine greco soma utilizzato da Paolo di Tarso per designare la parte vitale e incorruttibile del corpo umano, mentre con sarx egli ne indicava l'aspetto propriamente materiale e mortale.
Nel sistema della Cabala ebraica è spesso correlato al nephesh, e tra le sephirot dell'albero della vita allo Yesod.

## Aspetti
Rudolf Steiner, inizialmente seguace della teosofia e successivamente fondatore dell'antroposofia, proponendosi di indagare l'evoluzione umana e quella cosmica col piglio rigoroso di una «scienza spirituale», descriveva spesso il corpo eterico (in tedesco Ätherleib) come l'involucro contenente le forze formative dell'organismo umano, sostenendo che ad una persona dotata di chiaroveggenza esso appare del colore fiore di pesco.
Chiamandolo anche «corpo vitale», Steiner lo considera essenzialmente quel veicolo che conferisce vitalità all'organismo, e a cui riconosce, pur con molti distinguo, una certa parentela col concetto di forza vitale di cui parlavano gli scienziati nella prima metà del XIX secolo. La separazione del corpo eterico dal fisico è ciò che di fatto, sul piano visibile, determina la morte, dovuta alla disgregazione operata dalle leggi puramente meccaniche, prive di ordine, della mineralità. 
L'insorgenza di una malattia è ugualmente determinata da una mancata protezione del corpo eterico, nel quale risiedono le forze naturali del risanamento e dell'autoguarigione, denominate anticamente da Ippocrate vis medicatrix naturae.
Il corpo eterico è inoltre ciò che accomuna l'uomo alle piante, le quali vivono come in uno stato permanente di sonno. Come l'elemento fisico è proprio dei minerali, associati da Steiner alla terra, così il corpo eterico caratterizza propriamente i vegetali, governati dall'archetipo dell'acqua. L'uomo godrebbe della piena e traboccante vitalità delle piante, veicolata dal Sole, se non fosse dotato di un corpo astrale che lo richiama ogni volta allo stato di veglia ridestandolo dall'incoscienza del sonno. La necessità di addormentarsi ogni sera è dovuta per Steiner al fatto che il corpo astrale consuma di giorno il corpo fisico dell'uomo, causando in lui la predisposizione alle malattie, sicché di notte esso si separa dal corpo eterico, permettendo a quest'ultimo, rimasto unito al corpo fisico nel letto, di ristorarlo e ripristinarne le forme.

Raffigurazione del modo in cui il corpo eterico avvolge quello fisico seguendone i lineamenti.

Tale alternanza fra giorno e notte, o fra veglia e sonno, riflette la separazione dall'organismo planetario terrestre, avvenuta in epoche remotissime, della Luna a seguito di quella del Sole, per rendere possibile i fenomeni della coscienza. Nel corpo eterico Steiner vedeva inoltre veicolate non solo le correnti della vita, ma anche insediarsi l'archivio delle memorie personali dell'individuo. Come il corpo fisico occupa uno spazio, in maniera statica, all'opposto il corpo eterico andrebbe pensato nel tempo, come un flusso in perenne movimento. 
Lavorando sul corpo eterico ricevendo ad esempio impulsi dall'arte e dalla religione, l'Io ne può modificare una parte, il cui sviluppo è chiamato da Steiner buddhi o spirito vitale.
Anche secondo gli scritti rosacrociani di Max Heindel, il corpo eterico è una controparte esatta del nostro corpo fisico, molecola per molecola e organo per organo, ma della polarità opposta. È leggermente più grande, estendendosi di circa un pollice e mezzo oltre la periferia del corpo fisico. Essendo la via d'ingresso per la forza del Sole, ed il campo in cui operano degli elementali della natura che promuovono attività come l'assimilazione, la crescita e la propagazione, è perciò chiamato «vitale».
Al corpo eterico apparterrebbe così anche la capacità riproduttiva e specificamente sessuale, mentre i desideri legati a quest'ambito sarebbero piuttosto emanazione del corpo astrale. Un'altra differenza speculare rispetto al corpo fisico è che nei maschi il corpo eterico sarebbe femminile, mentre nelle donne, dove il fenomeno è rovesciato, sarebbe maschile.
Uno degli effetti sperimentabili del corpo eterico è la sensazione di formicolio che a volte si prova quando un arto rimanga intorpidito per una mancata irrorazione di sangue a seguito di una posizione scorretta, sensazione dovuta a un parziale distacco tra i corpi eterico e fisico. La medesima sensazione, secondo Yogananda, si proverebbe in punto di morte quando questi due corpi, che nel corso della vita restano sempre pressoché uniti, si separano, allorché la paralisi del fisico, abbandonato dall'eterico, si estende fino al cuore e ai polmoni, generando una sorta di soffocamento accompagnato da un immenso terrore.

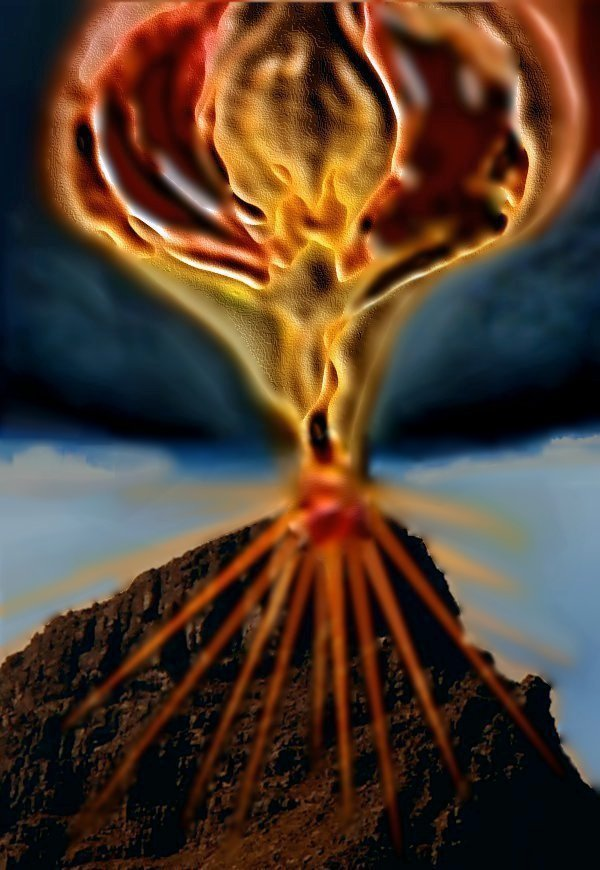
Una delle illustrazioni dal Regno degli Dei (1952), che raffigura il Deva di Table Mountain in Sudafrica secondo le indicazioni di Hodson.

## Testimonianze
L'osservazione del corpo eterico può avvenire secondo gli insegnamenti teosofici quando si riesca ad attivare il cosiddetto «terzo occhio», che consentirebbe la visione anche degli esseri conosciuti nell'esoterismo come Deva, i quali guiderebbero l'evoluzione e la crescita delle piante vivendo nelle atmosfere dei pianeti o del Sole. Geoffrey Hodson in particolare, guidato dalla propria chiaroveggenza, ha fatto raffigurare l'aura eterica di questi esseri, il cui aspetto illustrato risulta simile ad enormi fiamme colorate.
I Deva e gli Angeli (Logoi), secondo la teosofia, possiedono vari corpi aurici, molto elevati, che a differenza dell'essere umano giungono fino al piano eterico, non avendo essi un corpo fisico. Per questo non sono consapevoli della materia fisica, al posto della quale percepiscono una sorta di buco vuoto.
Immersi nella dimensione eterica si vedrebbero vivere anche gli elementali o spiriti della natura, conosciuti come gnomi, ondine, silfidi, salamandre e fate, qualora il terzo occhio sia attivato.